# ガルフストリーム G500/G600
ガルフストリーム G500/G600
試験飛行中のG600
- 用途：ビジネスジェット
- 製造者：ガルフストリーム・エアロスペース
- 初飛行：G500:2015年5月18日[1]、G600:2016年12月17日[2]
- 生産数：G500/600 各100機(2023年2月)[3]
- 運用開始：G500:2018年9月27日[4]、G600:2019年8月8日[5]
- 運用状況：G500:運用中、G600:運用中[5]
- ユニットコスト：G500:4,550万ドル、G600:5,790万ドル (2018)[6]

ガルフストリーム G500とG600(GVII)は、ガルフストリーム・エアロスペース社が設計製造する双発のビジネスジェットである。両モデルは2014年10月14日に公表された。G500は現行のG450を置き換えるもので航続距離は9,816km(5,300海里)、G600はG550を継承するもので航続距離は12,223km(6,600海里)である。G500は2015年5月18日に初飛行し、アメリカの型式証明を2018年7月20日に取得、同年9月27日に初号機が引き渡された。長胴型のG600は2016年12月17日に初飛行し、アメリカの型式証明を2019年6月28日に取得、同年8月8日に初号機が引き渡された。

## 開発
両機は2014年10月14日にガルフストリーム社から発表された。

### G500

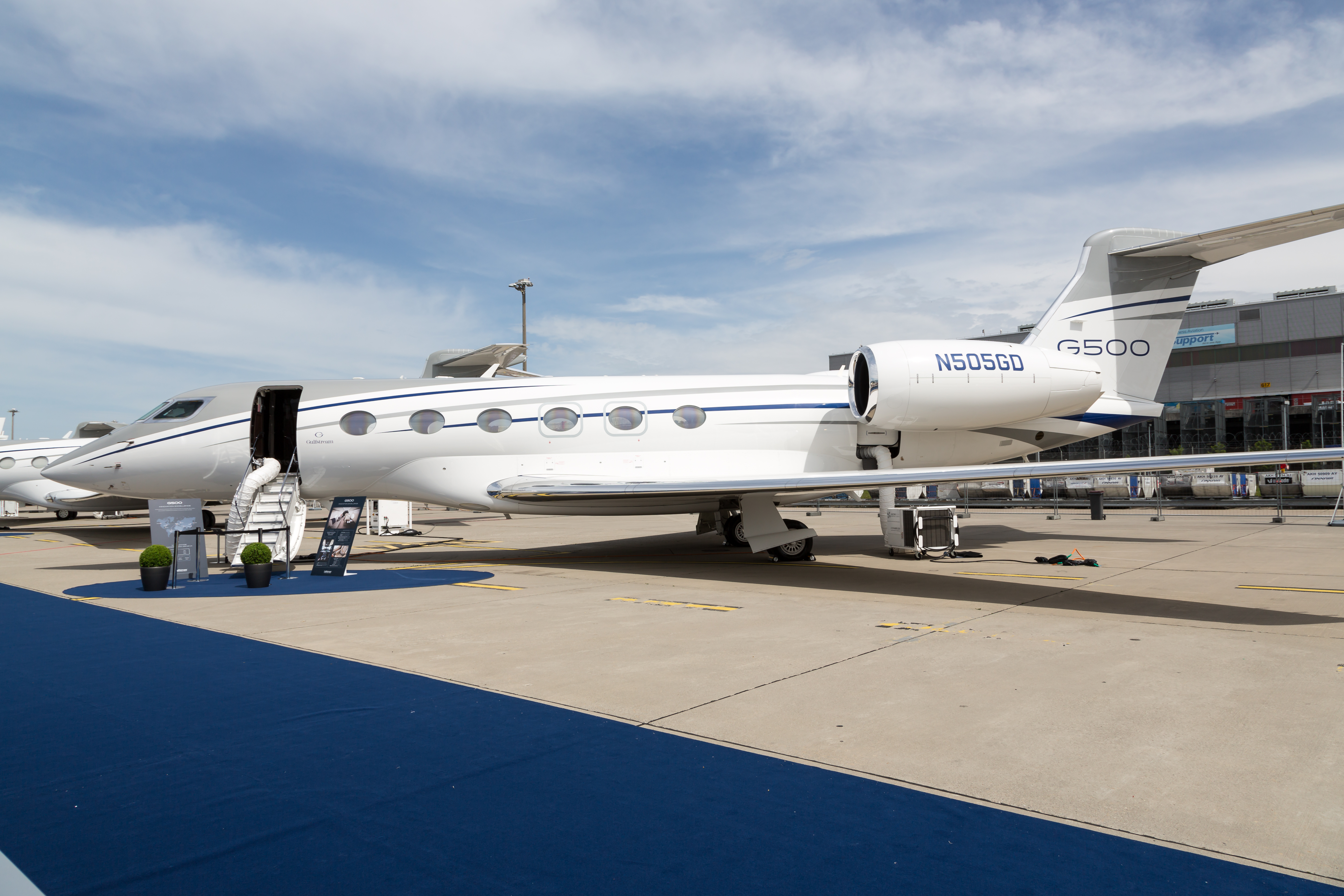
2018年ヨーロッパ・ビジネス航空展示会でのG500

G500は2014年10月14日の発表時に自力で地上走行を行い、2015年5月18日に初飛行をした。当初は2017年に型式証明を受ける計画だった。2017年5月までにG500の試験機4機と量産機1機が2年間で延べ745回、2,900時間の飛行を行い、年末の型式証明取得に向けて順調に進んでいた。
2017年8月、FAA(連邦航空局)は飛行試験の前段階となる型式検査承認をG500に与えた。このときまでに5機の試験機は延べ820回、3,100時間を超える飛行を行い、客室システム、ブレーキ、照明、飛行騒音、燃料系統の試験を終えていた。5機目のG500は量産型の内装を備えており、実際に就航する最初の機体としてデモンストレート用に使われることが予定された。同月20日までにG500は延べ905回、3,460時間に及ぶ飛行を行い、その中には高度15,900m(53,000ft)でマッハ0.995に達した飛行もあった。
2017年10月のNBAA(全米ビジネス航空協会)展示会で、G500のマッハ0.85での航続距離は200海里増えて5,200海里(9,630km)に、マッハ0.9での航続距離は600海里増えて4,400海里(8,149km)に延びたことが発表された。この発表までに5機のG500は延べ995回、3,690時間の飛行をしており、その中での最長飛行はロンドンからラスベガスへの10時間19分に及ぶものだった。しかし、航続距離を延ばしたために追加試験が必要になったことと、サプライヤーの開発がEASA(欧州航空安全機関)の試験スケジュールに間に合わなくなったことから、G500の型式証明の取得は2018年前半に延期された。
2018年5月時点で、FAAの型式証明に必要な300時間の実用飛行テストは、延べ69回、185,000km、240時間に達していた。その後、氷結条件下での飛行や、高高度での離着陸試験も完了し、実用飛行テストは2018年夏に完了した。5機のG500による飛行は延べ1,355回、4,955時間に達した。
2018年7月20日、ガルフストリームはG500の型式証明と製造証明をFAAから取得した。G500はビジネスジェットで初めて着陸時のEVS(エンハンスト・ビジョン・システム)の使用が許可された。EVSは赤外線カメラで撮影した画像などをヘッドアップディスプレイに映すことで視界不良下での操縦を支援する装置である。G500の型式証明では、空港の滑走路視距離が300m以上あれば、自然視界に頼らずにEVSの映像だけを見て滑走路に進入し着陸することが認められた。また、今後の検証によっては、この視距離条件をさらに短くすることも可能である。
2018年7月23日、エンジンナセルのサプライヤーであるノーダム(Nordam)社が破産の申し立てをしたため、生産はペースダウンすることになった。9月26日、裁判所がガルフストリームによるナセルの製造ラインの買収を許可したため、ナセルの生産は再開された。
G500の初号機は2018年9月27日に顧客に引き渡された。
2020年10月、G500の航続距離は100海里延長され、マッハ0.85での飛行時は5,300海里(9,816km)に、マッハ0.9での飛行時は4,500海里(8,334km)になった。

### G600

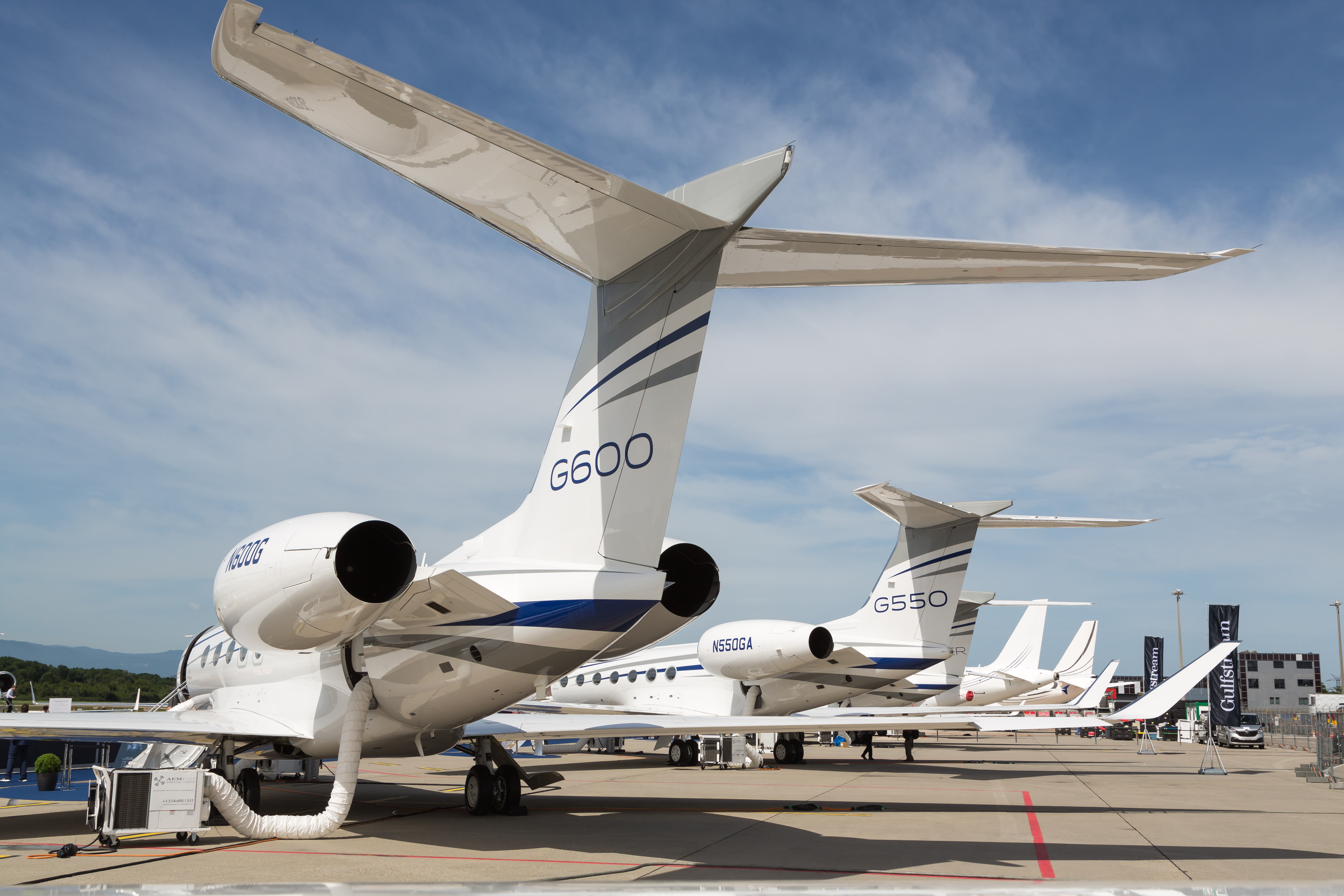
2018年ヨーロッパ・ビジネス航空展示会でのG600

長胴型のG600は2016年12月17日にサバンナ / ヒルトン・ヘッド国際空港で初飛行をした。2018年の就航予定に向けて、飛行試験機4機と量産型1機が用いられる予定である。
- T1：5ヶ月間で311時間の飛行をした。ブレーキや飛行性、失速速度、大気データ、短縮垂直間隔の検証に用いられる。
- T2：2ヶ月間で52時間の飛行をした。重心や上昇性能、騒音を中心に、機能や信頼性の検証に用いられる。
- T3：2017年5月5日に初飛行をした。離着陸性能や防氷装置（英語版）、キャビン与圧、酸素系統の検証に用いられる。
- T4：操縦系統（英語版）やアビオニクス、燃料系統（英語版）の検証に用いられる。
- P1：最初の量産機で、キャビンシステムや量産機の内装を検証するために用いられる。

2017年8月20日までに、4機のG600は延べ175回、780時間の飛行を行った。その中の最長飛行は13時間5分に及ぶものだった。初期の飛行包絡線の拡張、飛行性、飛行擾乱、ブレーキ、失速、負荷較正、パラメータ同定、上昇性能に関する検証を終えた。
2017年10月にNBAA(全米ビジネス航空協会)展示会が開かれた時点で5機のG600が飛行しており、2019年前半の就航が予定された。またこの展示会で、G600のマッハ0.85での航続距離は300海里増えて6,500海里(12,038km)に、マッハ0.9での航続距離は5,100海里(9,445km)に延びたことが発表された。2018年10月、マッハ0.9での航続距離は再度延ばされて5,500海里(10,186km)になった。
G600の型式証明取得と就航はG500と同様に2018年に行われる予定だった。2018年10月までに飛行試験は延べ685回、2,600時間に達し、飛行性や離着陸性能などの試験を終えた。この時点では、年末までの型式証明取得と、2019年の就航が予定されていた。しかし、12月22日から2019年1月25日まで続いた連邦政府閉鎖のためにFAAの検査プロセスは停滞し、G600の型式証明取得は2019年第2四半期にずれ込むことになった。
2019年6月28日、FAAからG600の型式証明と製造証明を取得した。そして8月8日、アメリカの顧客に初号機が引き渡された。
2020年10月、G600の航続距離は100海里延長され、マッハ0.85での飛行時は6,600海里(12,223km)に、マッハ0.9での飛行時は5,600海里(10,371km)になった。2023年2月、100機目の機体が引き渡された。

## デザイン
G500はG450を更新するモデルで、同じ燃料消費量で速度が約30ノット(56km/h)速く、飛行距離も18%伸びる。G600はG550を継承するモデルである。

### 機体

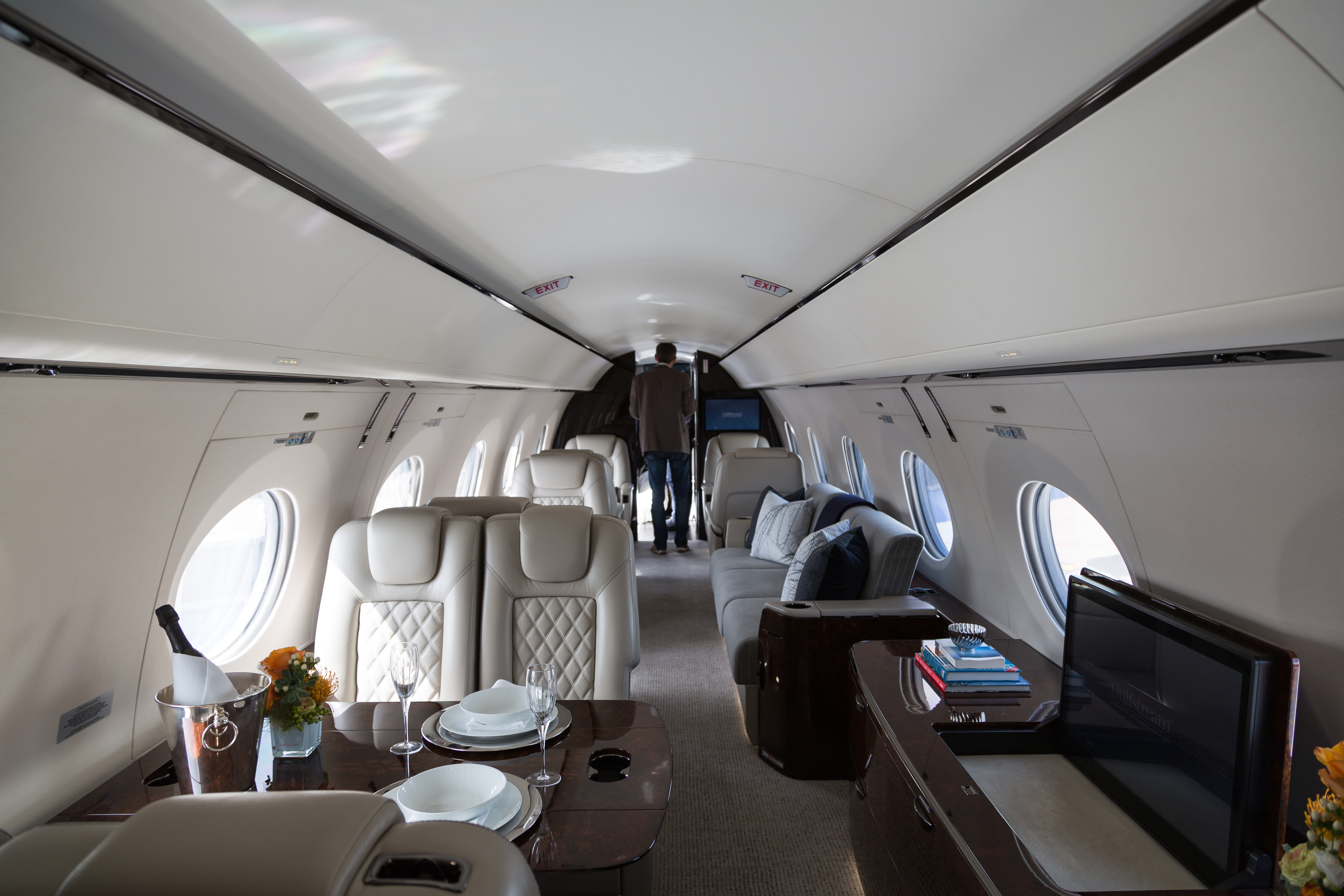
G500のキャビン

両モデルの胴体は4つの円弧からなる断面形状で、G650に似ているが幅と高さが18cm小さくなっている。また、ダッソー ファルコンに似たサイズであり、G450やG550と比べると、キャビン高が5.1cm高く、キャビン幅が18cm、床の幅が20cm広がっている。胴体の外径は、高さが2.54m、幅が2.57mである。量産型のG500は、プロトタイプよりも2枚多い14枚の窓を持つ。
翼は超臨界翼で、揚力係数に応じて0.87から0.88の抵抗発散マッハ数を持つ。翼のデザインはG650と同じで36度の後退角を持つ。G600の翼長はG500よりも2.4m長く、燃料を4,500kg多く搭載できる。両モデルの尾翼は、G650の尾翼の空力形状やシステムを基に新設計されている。
機体は主に高張力のアルミニウム合金でできており、鋼鉄やチタン合金の使用は抑えている。水平安定板
、カウル、主脚ドア、方向舵、昇降舵、レドーム、後部圧力隔壁、ウィングレットは、複合材でできている。セミモノコック構造の胴体は、外殻、骨組み、ロンジロン(縦通材)からなる応力構造となっている。

### エンジン

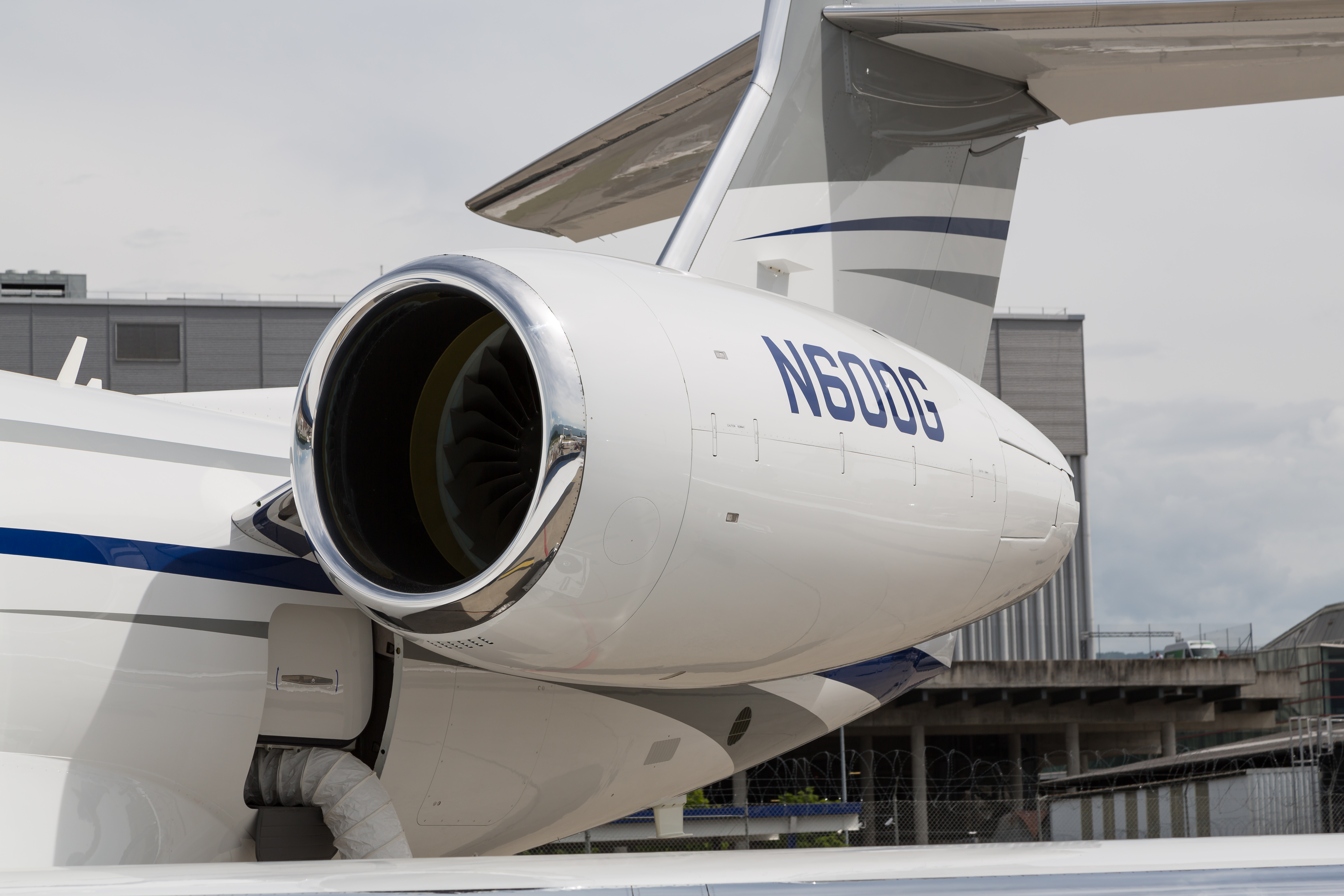
G600のPW815エンジン

両モデルはプラット＆ホイットニー・カナダのターボファンエンジンPW800シリーズを動力とする予定で、G500にはPW814が、G600にはPW815が搭載される。このエンジンシリーズは、元々はセスナ サイテーション・コロンバスに使われる予定だった。PW800は減速ギヤを持たないPW1000Gの技術を用いている。ガルフストリームにとって、ロールスロイスのエンジンを使わないのは初めてのことだった。
G500は高度12,000m、国際標準大気-5度の環境で巡航する際、マッハ0.9(945km/h)で飛行するには毎時1,320kgの燃料を、マッハ0.85(882km/h)で飛行するには毎時1,090kgの燃料を消費する。高度13,500m、国際標準大気-8度の環境では、マッハ0.9で飛行するには毎時1,200kgの燃料を消費する。

### システム

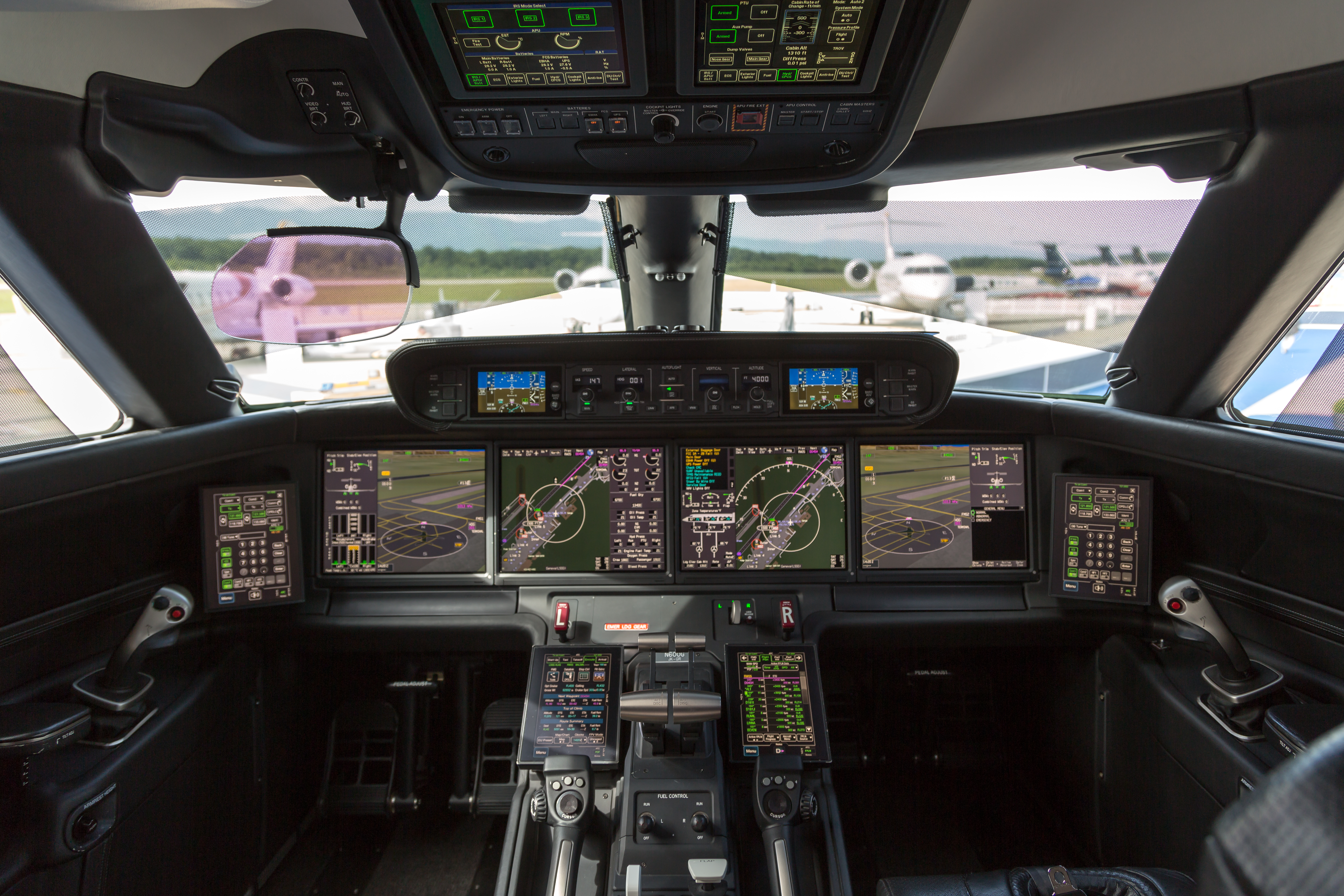
G600のコックピット

電気系統や油圧系統にはG650の技術が用いられており、例えば、デジタル式のエア・データ・コンピュータ、電子制御の予備配電、キャビン音響処理、主要な航空電子機器、衛星通信、改良されたキャビン・マネジメント・システム、デジタル制御のフライ・バイ・ワイヤなどがある。酸素系統、キャビンの与圧、ランディングギアの制御、航空機健全性監視システムは、G650の技術を改良している。補助動力装置にはハネウェルのHTG400Gを用いている。
BAEシステムズのアクティブ・サイドスティックを備えており、機械的に繋がっているように見えるが、裏では電子制御されている。これは民間の飛行機では最初の事例である。ハネウェルのSymmetry Flight Deckは、独立したスイッチ類の代わりに、主ディスプレイ4基と、頭上のタッチスクリーン3基を備えている。グレアシールドにはタッチスクリーンが4基あり、各座席の左右にタッチ式の待受ディスプレイがある。EVS(エンハンスト・ビジョン・システム)は、電子機器システムが揃えた情報を、42度×30度の視野角を持つヘッドアップディスプレイに映し出す。

## スペック
| モデル                        | G500                                  | G600                                  |
| ----------------------------- | ------------------------------------- | ------------------------------------- |
| 乗員                          | パイロット2人                         | パイロット2人                         |
| 乗客数                        | 最大19人                              | 最大19人                              |
| 全長                          | 27.79 m                               | 29.29 m                               |
| 全幅                          | 26.31 m                               | 28.70 m                               |
| 全高                          | 7.77 m                                | 7.70 m                                |
| 最大離陸重量                  | 36,106 kg                             | 42,910 kg                             |
| 基本運航重量                  | 21,251 kg (乗員3人)                   | 23,088 kg (乗員4人)                   |
| 最大積載量                    | 2,381 kg                              | 2,966 kg                              |
| 最大燃料                      | 13,721 kg                             | 18,824 kg                             |
| エンジン (ターボファン) (2基) | プラット&ホイットニー・カナダ PW814GA | プラット&ホイットニー・カナダ PW815GA |
| 離陸推力 (2基)                | 15,144 lbf (67.36 kN)                 | 15,680 lbf (69.74 kN)                 |
| 航続距離 (マッハ0.85)         | 9,816 km (5,300海里)                  | 12,223 km (6,600海里)                 |
| 速度(高速巡航時)              | マッハ0.90、956km/h                   | マッハ0.90、956km/h                   |
| 速度(長距離巡航時)            | マッハ0.85、903km/h                   | マッハ0.85、903km/h                   |
| 離陸距離(SL, ISA, MTOW)       | 1,615 m                               | 1,737 m                               |
| 着陸距離(SL, ISA, MLW)        | 945 m                                 | 945 m                                 |
| 最大巡航高度                  | 15,545 m (51,000 ft)                  | 15,545 m (51,000 ft)                  |